# Bal szkieletów
Bal szkieletów – album muzyczny zespołu Stan Zvezda wydany w 2003 r. przez wytwórnię muzyczną Cosmic Records. Ścieżkę dźwiękową zamieszczono na jednej płycie kompaktowej. Obejmuje ona 18 utworów muzycznych. Muzyka zawarta w albumie zaliczana jest do nurtu muzycznego jakim jest psychobilly. Była to pierwsza, oficjalna publikacja zespołu, wydana po niemal 20 latach od jego założenia.

## Historia i album
W dniach od 6 do 8 lutego 2003 r. zespół Stan Zvezda nagrał materiał do tego wydawnictwa w studio nagranioweym – StudioX w Olsztynie. Opublikowany z tymi nagraniami album muzyczny otrzymał tytuł „Bal szkieletów”. Wydany został w 2003 r.. Przy czym większość utworów to kompozycje sprzed lat w nowym, energetycznym wykonaniu, choć nie wszystko tu uznaje się za udane. Był to pierwszy, wydany oficjalne album muzyczny tego zespołu. Z tego względu w publikacjach traktowany jest jako debiut kapeli na rynku fonograficznym, który nastąpił po niemal 20 latach od powstania kapeli. Ukazał się on nakładem wydawnictwa muzycznego „Cosmic Records”. W ramach katalogu tego wydawcy album ma przypisany identyfikator – 01/03. Jako nośnik danych dla ścieżki dźwiękowej zastosowano jedną płytę kompaktową. Zawiera ona 18 utworów muzycznych. Czas trwania wynosi 47 minut i 35 sekund.
Poprzedni album zespołu był wydawnictwem nieoficjalnym, wydanym w 1988 r., który nosił tytuł „Wyjdź na ulicę”.

## Utwory
| lp. | tytuł                    | czas (min.:sek.) |
| --- | ------------------------ | ---------------- |
| 1   | Psychoman                | 2:52             |
| 2   | Dziki Zachód             | 3:10             |
| 3   | Krew                     | 2:14             |
| 4   | Vampir                   | 2:53             |
| 5   | Idę po ulicy             | 1:39             |
| 6   | Dziwny gość              | 3:29             |
| 7   | Tak naprawdę             | 2:47             |
| 8   | Ona to lubi              | 2:31             |
| 9   | Maszyna czeka już        | 2:44             |
| 10  | Święty szczyt            | 3:42             |
| 11  | Misirlou                 | 2:10             |
| 12  | Harley                   | 1:46             |
| 13  | Ja Kocham Cię            | 2:21             |
| 14  | Sex, Drugs & Rock'n'Roll | 2:25             |
| 15  | Walkie Talkie            | 2:45             |
| 16  | Król fliperów            | 3:06             |
| 17  | Walcz                    | 2:13             |
| 18  | Bal szkieletów           | 2:34             |

## Twórczość i muzyka
Twórczość i muzyka prezentowana w albumie muzycznym „Bal szkieletów” zaliczane są do gatunku muzycznego jakim jest rock, w szczególności w jego ramach do nurtu muzycznego psychobilly, ale z również z elementami punk rocka, rockabilly, rock and rolla, typowego rocka i avant-pop. Ponadto w pojedynczych utworach pojawiają się brzmienia nawiązujące do bluesa i country. Takie aranżacje muzyczne sprawiają, że twórczość ta zaliczana jest do rodzimej sceny sajko.
Większość utworów zwarta w albumie to kompozycje własne zespołu. Są to przede wszystkim piosenki powstałe i wykonywane dawnej, przed rozwiązaniem formacji w 1989 r. kapeli, w nowym, energetycznym wykonaniu, a więc w zasadzie utwory znane, choć w nieco innych wersjach.
Są także covery utworów innych wykonawców we własnej ich aranżacji Stanu Zvezda. Obejmują one trzy następujące utwory: pozycja 5, „Idę po ulicy” – Long Tall Texans, pozycja 10, „Święty szczyt” – Kryzys / Deadlock oraz pozycja 11, „Misirlou” – Fred Wise, Milton Leeds, S.K. Russell, Nicholas Roubanis.

## Skład
Materiał do albumu zespół nagrał w następującym składzie (podano także funkcje poszczególnych osób w kapeli oraz instrumenty muzyczne):
- Grzegorz Staszko: gitarzysta (gitara basowa, gitara akustyczna) oraz wokal w tle, chórki
- Piotr Falkowski (pseudonim Fala): perkusista (perkusja), pianista (fortepian) oraz wokal w tle, chórki
- Robert Dziura: gitarzysta (gitary) oraz wokal w tle, chórki
- Jacek Milczarek: wokalista oraz harmonijkarz (harmonijka ustna)[4][23][24].

## Odbiór i opinie
Materiał muzyczny zawarty w albumie oceniany jest jako bardzo dobry. Gdyby ukazał się wtedy, gdy powstały utwory tu zaprezentowane (połowa lat 80. XX wieku), mógłby zdrowo namieszać. Tym bardziej, że taki styl grania był wówczas nowością w Polsce, a Stan Zvezda uważany jest za prekursora takiego grania w kraju, gdyż był był on jednym z pierwszych, o ile nie pierwszym, który w Polsce tworzył w tym nurcie muzycznym. Natomiast ze względu na fakt, że zawarto w nim utwory, które powstały na długo przed wydaniem albumu – w około 80% są to utwory powstałe w połowie lat 80 XX wieku – nagrane w nowych aranżacjach w 2003 r., można go uznać za album wspominkowy, dokumentujący dorobek kapeli w nurcie psychobilly. Mimo jednak tego, że jest to trochę ukłon w stronę minionych lat, to udowadnia on, iż proste, rock and roll'owe granie z fajnymi tekstami o miłości, życiu, awanturach czy motocyklach sprawdzają się na koncercie, na parkiecie i przy słuchaniu dając radość oraz zabawę. Z tego względu pracę artystów nie można oceniać tylko jako „powrót do przeszłości”, bowiem energia i entuzjazm płynący z tej muzyki podpowiadają, że to początek, który może dać scenie sajko 
i psycho „solidnego kopa”.
Z konkretnych opinii zawartych w recenzjach można wymienić takie aspekty prezentowanej muzyki jak rewelacyjnie brzmiące w kompozycjach instrumenty, rewelacyjny, charakterystyczny i wyróżniający się wokal Jacka Milczarka, brzmienie pełne przestrzeni zawarte w porywających, rock and roll'owych utworach, energetycznych, świetnych do zabawy i tańca oraz bardzo dobra realizacja nagrań studyjnych. Negatywną zaś ocenę zbiera kiepsko zrobiona do publikacji okładka. Ponadto, choć album uznawany jest za dobry, to jednak niektórzy autorzy w swoich komentarzach nie wszystko uznają w nim za udane. Pewnym podsumowaniem zapodanych wyżej faktów może być tu wypowiedź zawarta w recenzji: dobrze, że ta płyta w końcu jest. I nie jest to pogląd na wyrost, gdyż spoglądając na historię polskiej muzyki, to album można uznać za najdłużej oczekiwaną premierę wydawniczą, lub przynajmniej za jeden z niewielu takich publikacji.